# Golf de Biarritz
De Golf de Biarritz is een Franse golfclub bij Biarritz. De club is als British Golf Club opgericht in 1888.
"Le Phare" in Biarritz is een 18 holesbaan met een par van 69. In 1888 werd ook een 9 holesbaan voor dames, een kleiduiven baan, een cricket veld en een croquet baan aangelegd.
In 1889 werden Tom en Willie Dunn, twee Engelse golfbaanarchitecten, gevraagd verbeteringen aan de baan toe te voegen. In het begin van de twintiger jaren nam Harry Colt de baan onder handen. In 1924 werd de vernieuwde baan heropend.
In 1988 wordt het AGF Open op Biarritz gespeeld, winnaar is David Llewellyn.